# Rupt-devant-Saint-Mihiel
 Rupt-devant-Saint-Mihiel  là một xã thuộc tỉnh Meuse trong vùng Grand Est đông nam nước Pháp. Xã này nằm ở khu vực có độ cao trung bình 330 mét trên mực nước biển.